# Akune
Akune (jap. 阿久根市 Akune-shi) – miasto w Japonii, w prefekturze Kagoshima, na wyspie Kiusiu.

## Historia
1 kwietnia 1889 roku, wraz z wdrożeniem przepisów miejskich, powstała wioska Akune. 1 stycznia 1925 roku zdobyła status miasteczka (町), a 1 kwietnia 1952 roku – status miasta. 10 kwietnia 1955 roku teren miasta powiększył się o miasteczko Mikasa.

## Klimat
Według statystyk AMeDAS średnia roczna suma opadów wynosi 2057,1mm, średnia roczna temperatura wynosi 17,2 °C, a nasłonecznienie wynosi średnio 1955,3 godzin w roku (1981~2010).

## Populacja
Zmiany w populacji Akune w latach 1950–2015: